# Flughafen Bremen
Luchthaven Bremen (Duits: Flughafen Bremen) is het internationale vliegveld bij de stad Bremen in Duitsland. Het vliegveld ligt 3,5 km ten zuiden van de stad.
In 2008 handelde het vliegveld 2.486.337 passagiers af. De stad Bremen is 100% eigenaar van het vliegveld. Ryanair heeft er een hub.

## Geschiedenis

### 20e eeuw
Luchthaven Bremen is opgericht in 1913 en daarmee een van de oudste luchthavens ter wereld. Op 18 juli 1920 werd de eerste internationale verbinding geopend door de KLM toen de lijndienst Amsterdam - Bremen - Hamburg - Kopenhagen werd gestart. Tijdens de Tweede Wereldoorlog werd het vliegveld beschadigd. Nadat het door de geallieerde troepen veroverd was werd de luchthaven tot 1949 als militair vliegveld gebruikt. Vanaf 1957 vloog ook Lufthansa weer op en vanaf Bremen. Eind jaren vijftig werden de start en landingsbanen verlengd. In 1989 verwerkte de luchthaven voor het eerst meer dan een miljoen passagiers.

### 21e eeuw
Aan het begin van de 21e eeuw zakten de passagiersaantallen in. In 2007 kwam daar verandering in toen Ryanair een hangar kocht en ombouwde tot 'terminal E'. Ryanair stationeerde drie Boeing 737-800 vliegtuigen op de luchthaven, waarna het aantal passagiers steeg tot 2.486.337 (2008). Eind 2018 heeft Ryanair, na een conflict met piloten alle vluchten gestaakt. Wizz Air nam daarna de plaats in. Ook Air Berlin breidde zijn activiteiten uit. Tot haar faillissement begin 2013 had ook OLT een hub op de luchthaven Bremen.

## Bereikbaarheid

### Auto
Per Auto is de luchthaven te bereiken uit het westen via de A1 en uit het noorden via de A27 en A281. Daarnaast lopen er ook vele regionale en lokale wegen via de luchthaven. Vanuit Nederland is de luchthaven te bereiken over de A7 (via Bad Nieuweschans) via de A280, A31, A28 en B75.

### Openbaar vervoer
Per openbaar vervoer is luchthaven Bremen te bereiken door tramlijn 6 van de BSAG (Universität - Hauptbahnhof - Flughafen v.v). Ook diverse buslijnen doen de luchthaven aan, waaronder Publicexpress naar Oldenburg en Groningen en bus2fly naar Hamburg.

## Incidenten
Op 28 januari 1966 verongelukte Lufthansa vlucht 005 uit Frankfurt na een doorstart. Geen van de 42 passagiers en 4 bemanningsleden overleefde het ongeluk.

## Trivia
- In de jaren vijftig werden er vanaf luchthaven Bremen korte tijd vluchten aangeboden naar onder andere New York en Rio de Janeiro, met name voor repatriërende militairen.
- Luchthaven Bremen is bij veel Nederlanders uit de grensstreek (met name Groningen en Drenthe) in trek als luchthaven voor bestemmingen binnen Europa. Dit komt doordat de luchthaven goed en snel bereikbaar is; per auto (via de A7) en per openbaar vervoer (Publicexpress). Vanuit de stad Groningen bijvoorbeeld is de luchthaven Bremen dichterbij dan de luchthaven Schiphol.